# Johannes M. Fox
Johannes Michael Fox (* 6. Oktober 1938; † 3. Januar 2021) war ein deutscher Neurologe, Physiker und Hochschullehrer.
Johannes Fox studierte Medizin und Physik und wurde 1966 an der Universität Kiel mit „Untersuchungen des stratosphärischen radioaktiven Fallout von Kernwaffentests“ in Physik und zusätzlich 1972 an der Universität des Saarlandes über „Veränderungen der spezifischen Ionenleitfähigkeiten der Nervenmembran durch ultraviolette Strahlung“ in Medizin promoviert. Er habilitierte sich 1974 kumulativ ebenfalls dort mit einer „Untersuchung funktioneller Strukturen des Natriumkanals der Nervenmembran“.
Fox war in der industriellen medizinisch-pharmazeutischen Forschung und Entwicklung tätig und hatte eine Professur im Fachbereich Theoretische Medizin der Universität des Saarlandes inne.
Neben und nach seiner beruflichen Tätigkeit beschäftigte sich Fox mit moderner Kunst, insbesondere mit der Pablo Picassos. Frucht dieser intensiven Betätigung ist neben zahlreichen Aufsätzen, die er zumeist in den Jahrbüchern der Deutschsprachigen Gesellschaft für Kunst und Psychopathologie des Ausdrucks (DGPA) veröffentlichte, deren langjähriges Mitglied er war, sein zweibändiges Picasso-Lexikon.

## Publikationen
- Untersuchungen des stratosphärischen radioaktiven Fallout von Kernwaffentests. Diss. Kiel 1966.
- Veränderungen der spezifischen Ionen-Leitfähigkeiten der Nervenmembran durch ultraviolette Strahlung. Diss. Saarbrücken 1972.
- als Herausgeber mit Eckart Rüther: Handbuch der Arzneimitteltherapie, Bd. 1 Psychopharmaka. Thieme, Stuttgart 1998, ISBN 978-3-13-113041-9.
- Pharmakotherapie der Narkolepsie und anderer Hypersomnien. Haan, Deutsche Narkolepsie-Gesellschaft 2001.
- als Herausgeber: Neurologische Pharmakotherapie. Entscheidungen bei der Anwendung von Arzneimitteln in der Neurologie. Thieme, Stuttgart 2004, ISBN 978-3-13-128631-4.
- Picassos Welt. Personen, Orte, Werke, Einflüsse, Sammlungen mit 360 Portrait-Abbildungen. Ein Lexikon. Bd. 1–2. Halle, Projekte-Verlag Cornelius, ISBN 978-3-86634-551-5.
- Pablo Picasso. Faces. Ausstellung Picasso Faces der Galerie für Kunst von Picasso Conzen. Beck & Eggeling, Düsseldorf 2011, ISBN 978-3-930919-64-2.